# Noël Couëdel
Noël Couëdel, né le 25 décembre 1942 à Nantes, est un journaliste et dirigeant de presse écrite et médias français.

## Biographie
Noël Couëdel est né le 25 décembre 1942 à Nantes. En 1964, à l'âge de 22 ans, il entre comme simple journaliste rédacteur au quotidien sportif L'Équipe où il restera près de 35 ans. Il sera successivement nommé chef de la rubrique athlétisme en 1968 puis de la rubrique cyclisme en 1976. En 1982, il assume la double fonction de rédacteur en chef adjoint de L'Équipe et rédacteur en chef de L'Équipe magazine. Il est nommé rédacteur en chef de L'Équipe en 1986 avant d'en devenir le directeur de la rédaction deux ans plus tard.
En octobre 1990, il accède au poste de directeur de la rédaction du quotidien Le Parisien. Il supervise le changement de formule qui intervient en janvier 1991 et pilote également le lancement en janvier 1994 de l'édition Aujourd'hui en France, version nationale du Parisien. Un mois plus tard, il assume parallèlement les fonctions de directeur général adjoint du quotidien.
En janvier 1998, il devient directeur des rédactions du groupe Amaury, chargé des développements rédactionnels. Noël Couëdel est alors chargé de participer à la stratégie concernant la création d'une chaîne d'information devant être financée et contrôlée par le groupe Amaury et Canal+. Le projet est abandonné par le groupe de presse, mais en 1999, Noël Couëdel choisit une nouvelle orientation vers l'audiovisuel; il quitte le groupe de presse pour devenir directeur de la rédaction de la nouvelle chaîne i>Télévision.
En 2000, il produit et présente l'émission de débat Une heure avec, sur i>Télévision.
En 2001, il quitte le groupe Canal+ pour assumer les fonctions de directeur général adjoint et directeur de l'information à la station de radio RTL.
En 2004, il est nommé président des Journaux de l'Ouest (Le Courrier de l'Ouest, Le Maine libre, Presse-Océan - Vendée-Matin (groupe Socpresse).
À l'automne 2008, il est rappelé par Marie-Odile Amaury, et devient directeur éditorial de L'Équipe et conseiller éditorial du groupe Amaury qui édite également les quotidiens Le Parisien et Aujourd'hui en France. Un an plus tard, il quitte l'ensemble de ses fonctions au sein du groupe, dénonçant « le cynisme, la brutalité et l'incompétence » de ses dirigeants.
En parallèle à son métier de journaliste, il s'investit dans le sport. Il a notamment été de 1998 à 2000 président du club de football de la ville de Lorient (Morbihan), le Football Club Lorient-Bretagne Sud. Depuis le 5 octobre 2007, il porte le projet culturel du Festival Interceltique de Lorient en tant que président de l'association. Il contribue notamment à l'assise financière du festival par des actions auprès des dirigeants politiques, à commencer par Nicolas Sarkozy.
Attaché au retour de la Loire-Atlantique dans la région Bretagne, ce Nantais est l'une des personnalités qui lancent l'Appel à la Bretagne Tout Entière de chez Le Divellec le 10 février 2009.